# Коптевский ручей
Ко́птевский руче́й — малая река в районах Коптево и Тимирязевский Северного административного округа Москвы, левый приток Жабенки. Устье расположено в Петровско-Разумовском заказнике. Название происходит от деревни Коптево. По состоянию на начало 2018 года заключён в подземный коллектор, низовья сохранились в виде залива Большого Садового пруда.
Длина ручья составляет 1,5 километра. Исток находился в Прохоровском болоте возле Старокоптевского переулка. Водоток проходил вдоль Коптевского бульвара до Большой Академической улицы. Далее река сливалась с Большим Садовым прудом и впадала в Жабенку. Прежнему руслу ручья соответствует коллектор, который сбрасывает воды в верховья пруда.